# Flug 39
Flug 39 ist ein Science-Fiction-Roman des deutschen Schriftstellers Phillip P. Peterson, welcher im Jahr 2017 mithilfe der Self-Publishing-Plattform Books on Demand (BoD) veröffentlicht wurde. Der Roman beschreibt die Vorbereitung auf den ersten Test eines mit einer experimentellen Zeitreisetechnologie ausgestatteten Flugzeuges sowie dessen Entführung mit dem Ziel, in der Vergangenheit ein gescheitertes Attentat auf Adolf Hitler zum Erfolg zu führen. Phillip P. Peterson beschrieb den Roman in einem Interview als „Zeitreisethriller“ und sagte „die Folgen dieses gut gemeinten Eingriffs in die Geschichte stellen sich allerdings als verheerend heraus“.

## Handlung
Georg Elser wird am Vorabend des Attentats vom 8. November 1939 auf Adolf Hitler und andere Führungskräfte des nationalsozialistischen Regimes außerhalb des Münchner Bürgerbräukellers von einem mysteriösen Mann aufgehalten, welcher sich als Max Jung vorstellt. Mit Bildern von den Nachwirkungen des gescheiterten Attentates bittet dieser um Vorstellung des Zeitzünders der von ihm dort platzierten Bombe.
Christoph Wilder arbeitet als Pilot und gerät bei einem Flug über den Atlantik unerwartet in eine Wolke aus Vulkanasche eines isländischen Vulkans. Unter Neustart zweier Triebwerke kann die Maschine über Kommunikation mit Shannon Radio im irischen Shannon gelandet werden. Während des kritischen Sinkfluges mit Druckabfall in der Kabine kam jedoch trotzdem ein alter Mann durch einen Herzinfarkt zu Tode. Seine schockierte Ehefrau Erika Prandtl beschuldigt in ihrer Trauer anschließend Christoph seines Todes. Während der Untersuchung der Vorfälle wird dieser vom Dienst suspendiert und erhält unerwartet eine Einladung von Erika Prandtl, welche sich bei ihm für ihr Verhalten entschuldigt und zudem von der Geschichte ihres Ehemannes erzählt. Christoph sichert ihr erneut seine Unterstützung zu, jedoch wünscht sie sich nur ihren Ehemann zurück. Nach seiner Rehabilitation bleibt sein Ruf weiterhin durch zuvor geäußerte Klatschnachrichten in Boulevardblättern ruiniert, welche Wochen später kein Interesse mehr an der Aufklärung des Vorfalls haben. Als Reaktion wird Christopher daraufhin die Versetzung in den Innendienst als Trainer für Auszubildende in Simulationen oder Kurzstreckenflüge in anderen Regionen der Welt wie etwa dem Nahen Osten angeboten. Alternativlos nimmt Christoph ein Angebot des Deutschen Zentrums für Luft- und Raumfahrt an, ein Flugzeug mit einem unter Geheimhaltung stehenden Experiment in einem Testgelände in der Nordsee zu fliegen. Später wird ihm erklärt, dass es sich dabei um einen Teilchenbeschleuniger handelt. Dabei wurde ein (als EPR-Paradoxon bekannter) Widerspruch bezüglich Kausalität zwischen (in der Realität durch das Non-Communication-Theorem verbotener) instantaner Kommunikation durch Quantenverschränkung sowie der Relativität der Gleichzeitigkeit ausgenutzt. Experimente hatten gezeigt, dass quantenverschränkte Teilchen ihre Informationen über Wurmlöcher (siehe ER=EPR) austauschen und diese durch falsche Vakuumenergie vergrößert werden können, sodass ganze Flugzeuge passieren und durch die Zeit reisen können. Vor dem ersten Testflug besucht Christoph noch seinen von ihm entfremdeten Sohn Michael, welcher ihn für den Tod seiner Mutter Elena bei einem Autounfall verantwortlich macht, sowie dessen Ehefrau Andrea und seinen kleinen Enkel Paul. Beide gehen erneut unzufrieden auseinander.
Während des Testfluges XF39 entführt Max Jung und Werner Linde, beide Mitglieder der Forschungsgruppe, gemeinsam die Maschine und stellen die bisher noch ungetestete Zeitmaschine auf einige Tage vor dem Attentat am 8. November 1939. Max springt ohne Möglichkeit zur Rückkehr mit einem Fallschirm ab; mit dabei sind zur Flucht in die Schweiz gefälschte Papiere für sich und Georg Elser. Nach einem kurzen Kampf kann Werner, nach Erfolg ihres Plans nun zur Kooperation für den Rückflug bereit, überwältigt werden. Nach der Passage eines neu erzeugten Wurmloches befindet sich die zukünftige Welt jedoch komplett in Trümmern eines Atomkrieges. Nach einer Landung zurück in Köln trifft die Gruppe auf Herbert Steinmann, welcher fünfzig Jahre in einem unterirdischen Bunker gelebt hat. Nach dem kürzlichen Tod seiner Ehefrau und erschöpften Vorräten blieb ihm nur noch der Wunsch, lieber draußen zu sterben. Christoph erfährt von ihm die komplette Alternativgeschichte. Max und Georg konnten unentdeckt entkommen. Herman Göring übernahm die Macht und vergolt sich am Vereinigten Königreich; zugleich stiegen Spannungen zwischen den Vereinigten Staaten und der Sowjetunion. Ohne Hiroshima und Nagasaki als Warnung an die ganze Welt entlud sich ein nukleares Wettrüsten schnell in einem globalen Nuklearkrieg, begonnen am 21. Juli 1969, dem ursprünglichen Tag der ersten Mondlandung. Steinmann kommt anschließend mit an Bord des Fluges XF39 als die Gruppe beschließt, durch ihr zweites Wurmloch in die Vergangenheit zurückzukehren und das Attentat durch einen Funkspruch doch zu verhindern. Doch sie kommen zu spät, da sich die zukünftigen Wurmlöcher scheinbar schneller in der Zeit vorwärts bewegen. Über Radio sind bereits die Beschuldigungen des neuen Reichskanzlers Herman Göring zu hören. Als Notfallplan wird nun überlegt, nach London zu fliegen und mangels moderner Landeplätze in der Themse zu wassern. Spontan kommt ihnen durch Steinmann der Einfall, da ihre Gruppe die Änderung ihrer Zeit überlebte, dass die Wurmlöcher nicht intraunivers sind, sondern tatsächlich verschiedene Universen verbinden. So wäre das ursprüngliche Wurmloch der ersten Reise immer noch über der Nordsee, welches aber erst kurz vor dem Zusammenbruch noch über eine Wärmebildkamera gefunden wird. Da inzwischen Jagdflieger des Deutschen Reiches die Verfolgung und durch das Attentat auch ohne Vorwarnung den Beschuss aufnehmen, fliegt Christoph in einem Steilflug hinein. In der Gegenwart sind inzwischen durch die schnellere Bewegung des zukünftigen Wurmloches zwei ganze Tage vergangen und Flug XF39 galt bereits als verschollen.
Christoph will sich nun um den von der modernen Welt völlig überwältigten Steinmann kümmern und vertraut ihm, erstmals überhaupt jemandem, den Grund hinter seinem Bruch mit seinem Sohn Michael und dessen Ehefrau Andrea an. Christoph hielt sie für unpassend für seinen Sohn und erfand eine Lüge über einen anderen Freund. Steinmann erfährt auf Nachfrage, dass Christoph sich niemals dafür entschuldigt hat und rät ihm, dies endlich zu tun. Daraufhin erkennt Christoph ihn trotz dürrer und gezeichneter Gestalt wieder und lässt sich von Erika über Telefon bestätigen, dass ihr Ehemann damals ihren Nachnamen zur Distanzierung annahm, da sein Vater bei der Sturmabteilung tätig war. Christoph führt beide zusammen, welche überglücklich sind, sich trotz ihrer verschiedenen Leben miteinander als auch ohneeinander wieder zu haben. Christoph fährt nun zufrieden zu seinem Sohn.

## Hintergrund
Eine mögliche, aber nicht von Phillip P. Peterson bestätigte Inspiration für die Benennung von Flug 39 könnte Flug 93 gewesen sein, welcher am 11. September 2001 von vier Terroristen des islamistischen Terrornetzwerks Al-Qaida entführt wurde. Als viertes Flugzeug der an diesem Tag entführten sollte es womöglich in das Weiße Haus oder das Kapitol in Washington D.C. gesteuert werden, jedoch stürmte die Besatzung das Cockpit und brachte die Maschine auf dem Gelände einer verlassenen Kohlegrube nahe Shanksville in Pennsylvania zum Absturz. In der Nähe steht heute das Flight 93 National Memorial. Darüber hinaus wurden die Ereignisse in dem Film Flug 93 von Paul Greengrass verarbeitet.